# Купраш, Дмитрий Владимирович
Дми́трий Влади́мирович Купра́ш (род. 4 июля 1968, Калининград, СССР) — российский учёный, специалист в области молекулярной биологии и иммунологии. Главный научный сотрудник Института молекулярной биологии им. Энгельгардта (ИМБ) Российской академии наук (РАН). Профессор, профессор РАН и член-корреспондент РАН по Отделению биологических наук.

## Биография
Родился в 1968 году в гор. Калининграде, позже переехал с семьёй в Москву. Отец Д. В. Купраша — Владимир Михайлович Шейнерман, конструктор-механик, был сотрудником ОАО «Моспроект-2». Мать — Валентина Трофимовна Купраш, работала ведущим экономистом в Министерстве монтажных и специальных строительных работ СССР.
В 1984 году Дмитрий окончил среднюю школу № 112 гор. Москвы (сейчас — ГОУ ЦО № 1441 «Бронная слобода») с золотой медалью. Сразу поступил в Московский физико-технический институт (МФТИ), который окончил с отличием в 1990 г. по кафедре молекулярной биофизики.
Биография Купраша как научного исследователя всецело связана с ИМБ РАН, где он под руководством С. А. Недоспасова, ныне академика РАН, прошёл путь от студента-практиканта до заведующего лабораторией передачи внутриклеточных сигналов в норме и патологии. В 2006 году Д. В. Купраш защитил диссертацию на соискание учёной степени доктора биологических наук. В 2010 г. получил звание профессора по специальности «молекулярная биология». В 2016 году присвоено почётное учёное звание «Профессор РАН», и в том же году избран членом-корреспондентом Академии.

## Научная деятельность
Первой темой работы Д. В. Купраша явилось изучение регуляции экспрессии генов цитокинов семейства фактора некроза опухолей (ФНО) — непосредственно ФНО, а также лимфотоксинов (ЛТ) альфа и бета. Следующий цикл его работ был посвящён функциям генов семейства ФНО на уровне целого организма, для чего были получены и изучены мыши с нокаутом этих генов. При этом были открыты новые функции генов ФНО и ЛТ в формировании вторичных лимфоидных органов. В настоящее время под руководством Д. В. Купраша проводятся работы по изучению функциональной роли однонуклеотидных полиморфизмов в регуляции экспрессии генов человека, исследуются молекулярные механизмы метастазирования и антитела к собственным белкам организма в качестве серологических онкомаркеров. Также изучается биологический ответ на липополисахариды различной структуры из клинически важных штаммов грамотрицательных бактерий. Д. В. Купраш — автор более 100 научных трудов, индекс Хирша — 27 (по данным Web of Science), индекс цитирования — свыше 2000.

## Преподавание, экспертная работа
В 2000 году Д. В. Купраш выступил одним из организаторов учебной программы по онкоиммунологии, функционировавшей затем в Москве в течение 12 лет и получившей известность среди российской научной общественности. С 2010 года на кафедре иммунологии биологического факультета МГУ читает — по совместительству — курс онкоиммунологии, с 2011 г. там же координирует курс иммуногенетики; с 2013 г. участвует в разработке и чтении курса «Молекулярная иммунология» и межфакультетского курса «Беседы об иммунологии». Лекции по молекулярной иммунологии, начиная с 2013 года, также читает студентам МФТИ и аспирантам ИМБ РАН. Д. В. Купраш входит в состав редакционной коллегии журнала «Молекулярная биология». Является членом учёного совета ИМБ РАН и диссертационного совета Д002.235.01 при ИМБ РАН, экспертом РАН, РНФ, РФФИ, Роснано и Минобрнауки РФ.